# Inle
L'Inle és un llac de l'estat Shan de Birmània amb uns 500 km², mesurant 100 km de llarg per només 5 km d'ample. Té a la vora unes 200 ciutats i llogarets, la majoria poblats pels Intha (que vol dir fills del Llac). La ciutat principal de la rodalia és Yawnghwe que té un canal de 4 m de fondo fins al llac (Canal de Nankand). El llac és aprofitat i cultivat i les seves aigües formen canals entre les terres de conreu. Són famosos els jardins del llac i les cases flotants. També hi ha un mercat flotant. A la vora del llac hi ha la important pagoda de Phaung Daw U, una de les tres principals de Myanmar, del segle xviii amb imatges del segle xii de Buda.